# Saint-Jean-Saint-Germain
Saint-Jean-Saint-Germain és un municipi francès, situat al departament de l'Indre i Loira i a la regió de Centre – Vall del Loira. L'any 2007 tenia 676 habitants.

## Demografia

### Població
El 2007 la població de fet de Saint-Jean-Saint-Germain era de 676 persones. Hi havia 278 famílies, de les quals 78 eren unipersonals (41 homes vivint sols i 37 dones vivint soles), 110 parelles sense fills, 82 parelles amb fills i 8 famílies monoparentals amb fills.
La població ha evolucionat segons el següent gràfic:
Habitants censats

### Habitatges
El 2007 hi havia 341 habitatges, 281 eren l'habitatge principal de la família, 39 eren segones residències i 22 estaven desocupats. 339 eren cases i 1 era un apartament. Dels 281 habitatges principals, 238 estaven ocupats pels seus propietaris, 42 estaven llogats i ocupats pels llogaters i 1 estava cedit a títol gratuït; 1 tenia una cambra, 12 en tenien dues, 47 en tenien tres, 79 en tenien quatre i 142 en tenien cinc o més. 223 habitatges disposaven pel capbaix d'una plaça de pàrquing. A 105 habitatges hi havia un automòbil i a 147 n'hi havia dos o més.

### Piràmide de població
La piràmide de població per edats i sexe el 2009 era:
| Homes | Edats   | Dones |
| ----- | ------- | ----- |
| 0     | 95 o +  | 0     |
| 4     | 90 a 94 | 0     |
| 4     | 85 a 89 | 4     |
| 8     | 80 a 84 | 4     |
| 4     | 75 a 79 | 20    |
| 36    | 70 a 74 | 8     |
| 16    | 65 a 69 | 20    |
| 20    | 60 a 64 | 4     |
| 12    | 55 a 59 | 16    |
| 16    | 50 a 54 | 16    |
| 24    | 45 a 49 | 20    |
| 24    | 40 a 44 | 40    |
| 28    | 35 a 39 | 16    |
| 16    | 30 a 34 | 20    |
| 20    | 25 a 29 | 8     |
| 12    | 20 a 24 | 12    |
| 12    | 15 a 19 | 28    |
| 28    | 10 a 14 | 28    |
| 20    | 5 a 9   | 4     |
| 16    | 0 a 4   | 16    |

## Economia
El 2007 la població en edat de treballar era de 406 persones, 323 eren actives i 83 eren inactives. De les 323 persones actives 303 estaven ocupades (168 homes i 135 dones) i 20 estaven aturades (9 homes i 11 dones). De les 83 persones inactives 40 estaven jubilades, 29 estaven estudiant i 14 estaven classificades com a «altres inactius».

### Ingressos
El 2009 a Saint-Jean-Saint-Germain hi havia 296 unitats fiscals que integraven 700 persones, la mediana anual d'ingressos fiscals per persona era de 17.299 €.

### Activitats econòmiques
Dels 24 establiments que hi havia el 2007, 12 eren d'empreses de construcció, 3 d'empreses de comerç i reparació d'automòbils, 2 d'empreses de transport, 2 d'empreses d'hostatgeria i restauració, 1 d'una empresa d'informació i comunicació, 2 d'empreses immobiliàries, 1 d'una entitat de l'administració pública i 1 d'una empresa classificada com a «altres activitats de serveis».
Dels 14 establiments de servei als particulars que hi havia el 2009, 3 eren paletes, 2 guixaires pintors, 3 fusteries, 1 lampisteria, 2 electricistes, 2 restaurants i 1 agència immobiliària.
L'any 2000 a Saint-Jean-Saint-Germain hi havia 29 explotacions agrícoles que ocupaven un total de 1.464 hectàrees.

## Equipaments sanitaris i escolars
El 2009 hi havia 2 escoles elementals integrades dins de grups escolars amb les comunes properes formant escoles disperses.

## Poblacions més properes
El següent diagrama mostra les poblacions més properes.